# Kransmas

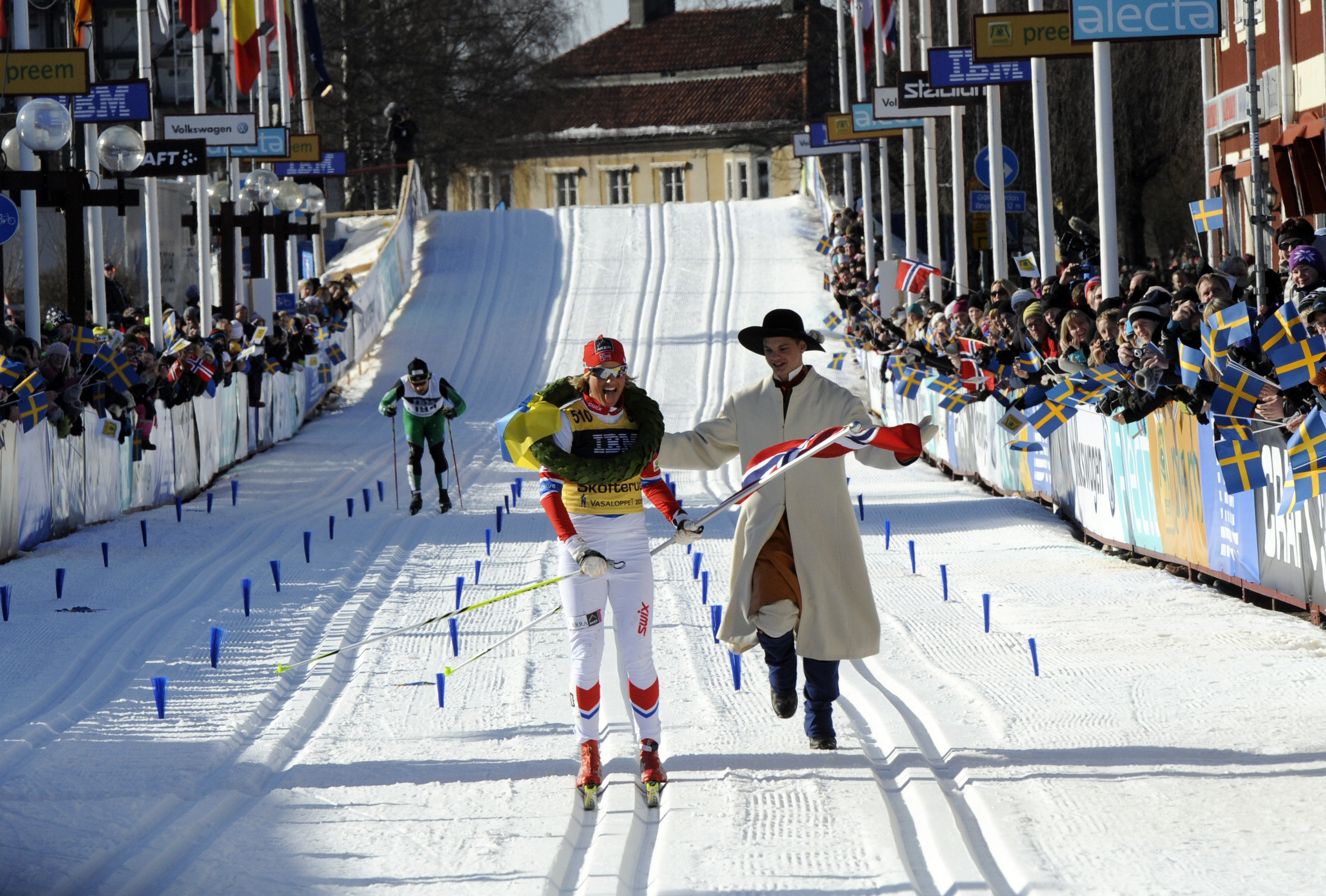
En kransmas delar ut segerkransen till Vibeke Skofterud när hon vann damklassen i Vasaloppet 2012.

En kransmas, med inspiration från den mer traditionella kranskullan, är en manlig utdelare (se mas) av segerkransen i damers idrottstävlingar, till exempel Tjejvasan och Vasaloppet för damer.
Från och med 2005 delar kransmasen ut en krans till både segraren i Tjejvasan och veckan efter till segraren i Vasaloppets damklass.

## Kransmas i Vasaloppet sedan 1988
Fram till och med 1992 var det ungdomar som blev kransmasar.

- 1988 – Axel Jungward
- 1989 – Mattias Helgesson
- 1990 – Inställt
- 1991 – Erik Frykberg
- 1992 – Erik Eriksson
- 1993 – Jonas Orsén
- 1994 – Staffan Larsson
- 1995 – Mikael Helgesson
- 1996 – Thomas Sparr
- 1997 – Jonas Buud
- 1998 – Torbjörn Schedvin
- 1999 – Stefan Hansson
- 2000 – Thomas Eriksson
- 2001 – Niklas Karlsson
- 2002 – Mikael Hedh
- 2003 – Andreas Johansson
- 2004 – Niclas Jacobsson
- 2005 – Markus Leijon[1]
- 2006 – Martin Johansson
- 2007 – Lars Suther
- 2008 – Joakim Engström
- 2009 – Jonas Nilsson
- 2010 – Johan Öhagen
- 2011 – Anders Solin
- 2012 – Erik Smedhs
- 2013 – André Gatu
- 2014 – Daniel Svensson[2]
- 2015 – Victor Gustafsson
- 2016 – Johan Wellert
- 2017 – Linus Rapp
- 2018 – Joakim Kullberg
- 2019 – Victor Sticko
- 2020 – Daniel Duhlbo
- 2021 – Gustaf Berglund
- 2022 – Edvin Nilsson[3]
- 2023 – Albin Gezelius[4]
- 2024 – Gustav Johnsson[5]